# Kirk Douglas

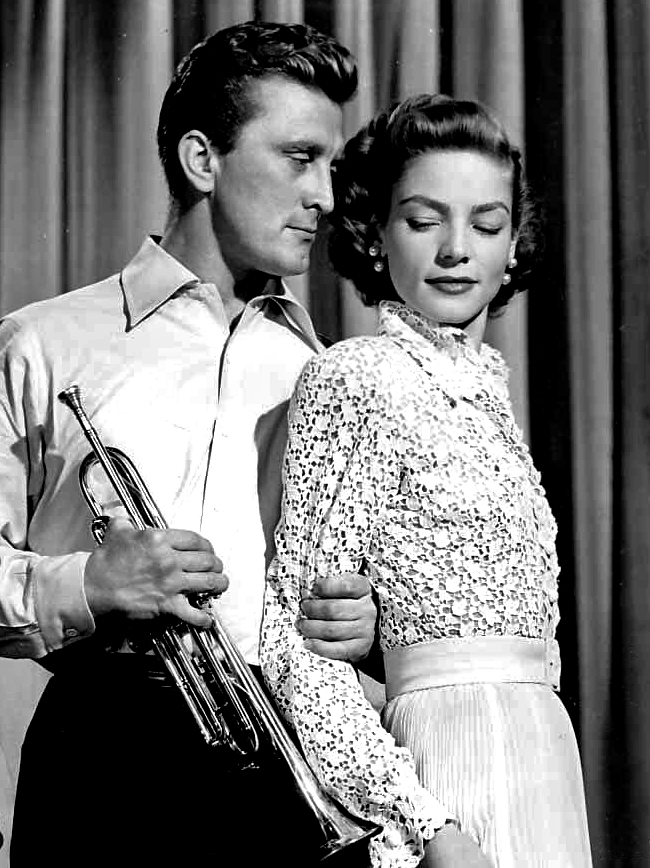
Douglas com Lauren Bacall em Young Man with a Horn (1950).

Kirk Douglas (nascido Issur Danielovitch Demsky; Amsterdam, 9 de dezembro de 1916 — Beverly Hills, 5 de fevereiro de 2020) foi um ator, cineasta e autor norte-americano. Ele foi uma das últimas estrelas vivas da Era de Ouro do Cinema Americano. Douglas é amplamente considerado um dos melhores atores da história do cinema. É pai dos atores Michael Douglas e Eric Douglas e do produtor cinematográfico Joel Douglas.

## Biografia
Douglas nasceu Issur Danielovitch, na localidade de Amsterdam, em  Nova Iorque, filho de Bryna ("Bertha") Sanglel e Herschel ("Harry") Danielovitch, um homem de negócios. Seus pais eram imigrantes judeus, originários da localidade de Chavusy (Mahilou/Mogilev), então Império Russo, hoje Bielorrússia. No lar, a família comunicava-se em iídiche. O seu tio paterno, que tinha anteriormente emigrado. usava o sobrenome "Demsky", que a família de Douglas adoptou logo após se ter estabelecido nos Estados Unidos. Entretanto, os seus pais acabaram por adoptar legalmente os nomes Harry e Bertha.
Douglas cresceu conhecido como "Izzy Demsky", mas trocou legalmente de nome para "Kirk Douglas" antes de ingressar na Marinha durante a Segunda Guerra Mundial.
Na St. Lawrance University, Douglas fez parte da liga de boxe. Para tentar conseguir uma bolsa de estudos, entrou para um grupo de atuação. Cedo, os seus talentos não se tornaram despercebidos - recebeu a bolsa juntamente com uma atriz, que viria a ser conhecida por Lauren Bacall. Serviu na Marinha dos Estados Unidos, no início da Segunda Guerra Mundial, em 1941, até o seu fim, em 1945. Depois da guerra, voltou para Nova Iorque e começou a atuar na rádio e em comerciais de televisão, enquanto tentava entrar para a Broadway.
Douglas recebeu a ajuda da atriz Lauren Bacall ao obter seu primeiro papel, no filme The Strange Love of Martha Ivers (1946), estrelado por Barbara Stanwyck.
Em 2011, entregou à atriz Melissa Leo o Óscar de melhor atriz coadjuvante pelo filme The Fighter, tendo sido uma das aparições mais marcantes da 83ª edição.

## Carreira
Kirk Douglas recebeu três indicações ao Óscar, por seus trabalhos em Champion (1949), The Bad and the Beautiful (1952) e Lust for Life (1956). Nesse último, interpretou o pintor Van Gogh. Embora não tenha sido distinguido com nenhum prémio, viria a receber um Óscar especial, em 1996, por "50 anos de modelo moral e criativo para a comunidade cinematográfica". Nos anos 1950, foi o protagonista de vários filmes clássicos, como Ulisses ou ainda a sua inesquecível interpretação do marinheiro Ned Land na produção dos Estúdios Disney "20 000 Léguas Submarinas".
Em 1960, interpretou o clássico épico Spartacus, no qual também foi o produtor. A direção ficou a cargo de Stanley Kubrick, após Douglas ter demitido o veterano Anthony Mann no meio das filmagens.
Douglas comprou os direitos de "Um estranho no ninho", na década de 1960, mas acabou por cedê-los ao seu filho Michael, que acabou por produzir o filme com reconhecido sucesso, na década de 1970.

## Vida pessoal

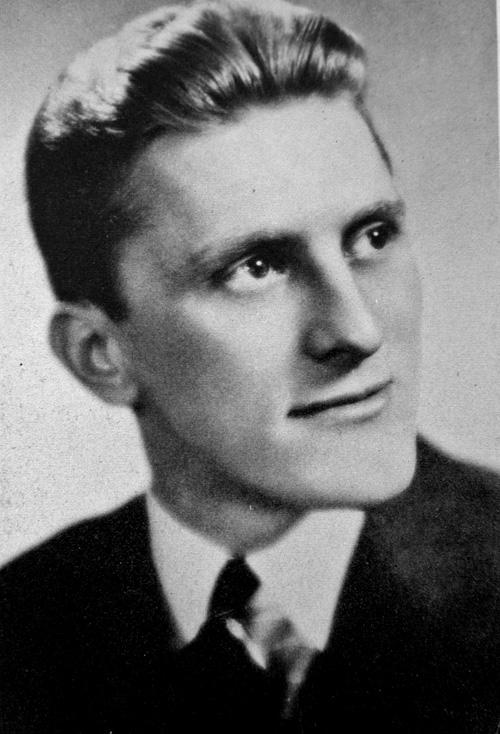
Na altura da graduação universitária, 1937

Douglas foi casado duas vezes, primeiro com Diana Dill (em 2 de novembro de 1943, divorciados em 1951), com quem teve dois filhos, o ator Michael Douglas e o produtor Joel Douglas. Com sua segunda esposa, Anne Buydens, com quem se casou em 29 de maio de 1954, teve também dois filhos, o produtor Peter Vincent Douglas e o ator Eric Douglas. Eric morreu em 6 de julho de 2004, vítima de uma overdose de drogas.
Nos últimos anos, depois de escapar com o corpo todo queimado de um acidente de helicóptero, no qual os dois outros tripulantes morreram, Kirk Douglas padeceria ainda de um derrame em 1996, que afetou parcialmente sua capacidade de fala. Tratando-se com uma fonoaudióloga, chegou a discursar como agradecimento à premiação do Oscar, o qual recebeu pelas mãos de Steven Spielberg.

## Morte
Douglas morreu de causas naturais em sua casa, em Beverly Hills, Califórnia, nos Estados Unidos, em 5 de fevereiro de 2020, aos 103 anos.

## Árvore genealógica
|                 |                 |                 |                 |                 |                 |  |  |                       |                       |                       |                       |                       |                       |  |  |                      |                      |                      |                      |                      |                      |  |  |                |                |                |                |                |                |              |              |               |               |               |               |               |               |  |  |               |               |               |               |               |               |              |              |               |               |               |               |               |               |  |  |  |  |  |  |  |  |
|                 |                 |                 |                 |                 |                 |  |  | Diana Douglas         | Diana Douglas         | Diana Douglas         | Diana Douglas         | Diana Douglas         | Diana Douglas         |  |  |                      |                      |                      |                      |                      |                      |  |  |                |                | Kirk Douglas   | Kirk Douglas   | Kirk Douglas   | Kirk Douglas   | Kirk Douglas | Kirk Douglas |               |               |               |               |               |               |  |  |               |               | Anne Buydens  | Anne Buydens  | Anne Buydens  | Anne Buydens  | Anne Buydens | Anne Buydens |               |               |               |               |               |               |  |  |  |  |  |  |  |  |
|                 |                 |                 |                 |                 |                 |  |  | Diana Douglas         | Diana Douglas         | Diana Douglas         | Diana Douglas         | Diana Douglas         | Diana Douglas         |  |  |                      |                      |                      |                      |                      |                      |  |  |                |                | Kirk Douglas   | Kirk Douglas   | Kirk Douglas   | Kirk Douglas   | Kirk Douglas | Kirk Douglas |               |               |               |               |               |               |  |  |               |               | Anne Buydens  | Anne Buydens  | Anne Buydens  | Anne Buydens  | Anne Buydens | Anne Buydens |               |               |               |               |               |               |  |  |  |  |  |  |  |  |
|                 |                 |                 |                 |                 |                 |  |  |                       |                       |                       |                       |                       |                       |  |  |                      |                      |                      |                      |                      |                      |  |  |                |                |                |                |                |                |              |              |               |               |               |               |               |               |  |  |               |               |               |               |               |               |              |              |               |               |               |               |               |               |  |  |  |  |  |  |  |  |
|                 |                 |                 |                 |                 |                 |  |  |                       |                       |                       |                       |                       |                       |  |  |                      |                      |                      |                      |                      |                      |  |  |                |                |                |                |                |                |              |              |               |               |               |               |               |               |  |  |               |               |               |               |               |               |              |              |               |               |               |               |               |               |  |  |  |  |  |  |  |  |
|                 |                 |                 |                 |                 |                 |  |  |                       |                       |                       |                       |                       |                       |  |  |                      |                      |                      |                      |                      |                      |  |  |                |                |                |                |                |                |              |              |               |               |               |               |               |               |  |  |               |               |               |               |               |               |              |              |               |               |               |               |               |               |  |  |  |  |  |  |  |  |
| Diandra Luker   | Diandra Luker   | Diandra Luker   | Diandra Luker   | Diandra Luker   | Diandra Luker   |  |  | Michael Douglas       | Michael Douglas       | Michael Douglas       | Michael Douglas       | Michael Douglas       | Michael Douglas       |  |  | Catherine Zeta-Jones | Catherine Zeta-Jones | Catherine Zeta-Jones | Catherine Zeta-Jones | Catherine Zeta-Jones | Catherine Zeta-Jones |  |  | Joel Douglas   | Joel Douglas   | Joel Douglas   | Joel Douglas   | Joel Douglas   | Joel Douglas   |              |              | Peter Douglas | Peter Douglas | Peter Douglas | Peter Douglas | Peter Douglas | Peter Douglas |  |  | Lisa Schoeder | Lisa Schoeder | Lisa Schoeder | Lisa Schoeder | Lisa Schoeder | Lisa Schoeder |              |              | Eric Douglas  | Eric Douglas  | Eric Douglas  | Eric Douglas  | Eric Douglas  | Eric Douglas  |  |  |  |  |  |  |  |  |
| Diandra Luker   | Diandra Luker   | Diandra Luker   | Diandra Luker   | Diandra Luker   | Diandra Luker   |  |  | Michael Douglas       | Michael Douglas       | Michael Douglas       | Michael Douglas       | Michael Douglas       | Michael Douglas       |  |  | Catherine Zeta-Jones | Catherine Zeta-Jones | Catherine Zeta-Jones | Catherine Zeta-Jones | Catherine Zeta-Jones | Catherine Zeta-Jones |  |  | Joel Douglas   | Joel Douglas   | Joel Douglas   | Joel Douglas   | Joel Douglas   | Joel Douglas   |              |              | Peter Douglas | Peter Douglas | Peter Douglas | Peter Douglas | Peter Douglas | Peter Douglas |  |  | Lisa Schoeder | Lisa Schoeder | Lisa Schoeder | Lisa Schoeder | Lisa Schoeder | Lisa Schoeder |              |              | Eric Douglas  | Eric Douglas  | Eric Douglas  | Eric Douglas  | Eric Douglas  | Eric Douglas  |  |  |  |  |  |  |  |  |
|                 |                 |                 |                 |                 |                 |  |  |                       |                       |                       |                       |                       |                       |  |  |                      |                      |                      |                      |                      |                      |  |  |                |                |                |                |                |                |              |              |               |               |               |               |               |               |  |  |               |               |               |               |               |               |              |              |               |               |               |               |               |               |  |  |  |  |  |  |  |  |
|                 |                 |                 |                 |                 |                 |  |  |                       |                       |                       |                       |                       |                       |  |  |                      |                      |                      |                      |                      |                      |  |  |                |                |                |                |                |                |              |              |               |               |               |               |               |               |  |  |               |               |               |               |               |               |              |              |               |               |               |               |               |               |  |  |  |  |  |  |  |  |
|                 |                 |                 |                 |                 |                 |  |  |                       |                       |                       |                       |                       |                       |  |  |                      |                      |                      |                      |                      |                      |  |  |                |                |                |                |                |                |              |              |               |               |               |               |               |               |  |  |               |               |               |               |               |               |              |              |               |               |               |               |               |               |  |  |  |  |  |  |  |  |
| Cameron Douglas | Cameron Douglas | Cameron Douglas | Cameron Douglas | Cameron Douglas | Cameron Douglas |  |  | Dylan Michael Douglas | Dylan Michael Douglas | Dylan Michael Douglas | Dylan Michael Douglas | Dylan Michael Douglas | Dylan Michael Douglas |  |  | Carys Zeta Douglas   | Carys Zeta Douglas   | Carys Zeta Douglas   | Carys Zeta Douglas   | Carys Zeta Douglas   | Carys Zeta Douglas   |  |  | Kelsey Douglas | Kelsey Douglas | Kelsey Douglas | Kelsey Douglas | Kelsey Douglas | Kelsey Douglas |              |              | Tyler Douglas | Tyler Douglas | Tyler Douglas | Tyler Douglas | Tyler Douglas | Tyler Douglas |  |  | Ryan Douglas  | Ryan Douglas  | Ryan Douglas  | Ryan Douglas  | Ryan Douglas  | Ryan Douglas  |              |              | Jason Douglas | Jason Douglas | Jason Douglas | Jason Douglas | Jason Douglas | Jason Douglas |  |  |  |  |  |  |  |  |
| Cameron Douglas | Cameron Douglas | Cameron Douglas | Cameron Douglas | Cameron Douglas | Cameron Douglas |  |  | Dylan Michael Douglas | Dylan Michael Douglas | Dylan Michael Douglas | Dylan Michael Douglas | Dylan Michael Douglas | Dylan Michael Douglas |  |  | Carys Zeta Douglas   | Carys Zeta Douglas   | Carys Zeta Douglas   | Carys Zeta Douglas   | Carys Zeta Douglas   | Carys Zeta Douglas   |  |  | Kelsey Douglas | Kelsey Douglas | Kelsey Douglas | Kelsey Douglas | Kelsey Douglas | Kelsey Douglas |              |              | Tyler Douglas | Tyler Douglas | Tyler Douglas | Tyler Douglas | Tyler Douglas | Tyler Douglas |  |  | Ryan Douglas  | Ryan Douglas  | Ryan Douglas  | Ryan Douglas  | Ryan Douglas  | Ryan Douglas  |              |              | Jason Douglas | Jason Douglas | Jason Douglas | Jason Douglas | Jason Douglas | Jason Douglas |  |  |  |  |  |  |  |  |

## Homenagens
Por suas contribuições para a indústria do cinema, Kirk Douglas tem uma estrela na Calçada da Fama no número 6 263, Hollywood Blvd. Em 1984, seu nome foi colocado no Western Performers Hall of Fame no National Cowboy & Western Heritage Museum em Oklahoma City, Oklahoma.
Em outubro de 2004 o seu nome foi dado a uma avenida em Palm Springs, na Califórnia.

## Filmografia
- 1946 - The Strange Love of Martha Ivers
- 1947 - Out of the Past
- 1947 - Mourning Becomes Electra
- 1948 - I Walk Alone
- 1948 - The Walls of Jericho
- 1949 - My Dear Secretary
- 1949 - A Letter to Three Wives
- 1949 - Champion
- 1950 - Young Man with a Horn
- 1950 - The Glass Menagerie
- 1951 - Along the Great Divide
- 1951 - Ace in the Hole
- 1951 - Detective Story
- 1952 - The Big Trees
- 1952 - The Big Sky
- 1952 - The Bad and the Beautiful
- 1953 - The Story of Three Loves
- 1955 - The Juggler
- 1953 - Act of Love
- 1954 - 20 000 Leagues Under the Sea
- 1954 - Ulisses
- 1955 - The Racers
- 1955 - Man without a Star
- 1955 - The Indian Fighter
- 1956 - Van Gogh: Darkness Into Light
- 1956 - Lust for Life
- 1957 - Top Secret Affair
- 1957 - Gunfight at the O.K. Corral
- 1957 - Paths of Glory - (também produtor)
- 1958 - The Vikings
- 1959 - Last Train from Gun Hill
- 1959 - The Devil's Disciple
- 1959 - Premier Khrushchev in the USA - (documentário)
- 1960 - Strangers When We Meet
- 1960 - Spartacus - (também produtor executivo)
- 1961 - Town Without Pity
- 1961 - The Last Sunset
- 1962 - Lonely Are the Brave
- 1962 - Two Weeks in Another Town
- 1963 - The Hook
- 1963 - The List of Adrian Messenger
- 1963 - For Love or Money
- 1964 - Seven Days in May
- 1965 - The Heroes of Telemark
- 1965 - In Harm's Way
- 1966 - Cast a Giant Shadow
- 1966 - Is Paris Burning?
- 1967 - The Way West
- 1967 - The War Wagon
- 1968 - Rowan & Martin at the Movies
- 1968 - Once Upon a Wheel - (documentário)
- 1968 - A Lovely Way to Die
- 1968 - The Brotherhood - (também produtor)
- 1969 - The Arrangement
- 1970 - There Was a Crooked Man...
- 1970 - The Johnny Cash Show (1 Episódio)
- 1971 - To Catch a Spy
- 1971 - The Light at the Edge of the World) (também produtor)
- 1971 - A Gunfight
- 1972 - The Master Touch
- 1973 - Scalawag  - (também diretor)
- 1973 - Dr. Jekyll and Mr. Hyde
- 1974 - Mousey
- 1975 - Jacqueline Susann's Once Is Not Enough
- 1975 - Posse - (também produtor e diretor)
- 1975 - Once Is Not Enough
- 1977 - Holocaust 2000
- 1978 - The Fury
- 1979 - Home Movies
- 1979 - The Villain
- 1980 - Saturn 3
- 1980 - The Final Countdown
- 1982 - The Man from Snowy River
- 1982 - Remembrance of Love
- 1983 - Eddie Macon's Run
- 1984 - Draw!
- 1984 - Hollywood Greats (1 Episódio)
- 1985 - Amos
- 1986 - Tough Guys
- 1987 - Queenie
- 1988 - Inherit the Wind
- 1991 - Oscar
- 1991 - Welcome to Veraz
- 1991 - Tales from the Crypt
- 1992 - The Secret
- 1994 - A Century of Cinema - (documentário)
- 1994 - Greedy
- 1996 - The Simpsons (1 Episódio)
- 1999 - Diamonds
- 2000 - Touched by an Angel (1 Episódio)
- 2003 - It Runs in the Family
- 2003 - The Making of "20 000 Leagues Under the Sea" - (Vídeo-documentário)
- 2004 - Illusion
- 2008 - Empire State Building Murders
- 2008 - Mel Blanc: The Man of a Thousand Voices - (documentário)